# 球花脚骨脆
球花脚骨脆（学名：Casearia glomerata）为大风子科脚骨脆属下的一个种。